# Craspidospermum
Craspidospermum es un género monotípico de planta fanerógama de la familia Apocynaceae. Contiene una única especie Craspidospermum verticillatum que es originaria del centro y este de Madagascar.

## Distribución y hábitat
Es una especie endémica de Madagascar donde se desarrolla en un hábitat de bosques húmedos, subhúmedos o casi áridos en alturas de 0-499, 500-999, 1000-1499, 1500-1999 metros. Se distribuyen por las provincias de Antananarivo, Antsiranana, Fianarantsoa, Mahajanga, Toamasina y Toliara.

## Taxonomía
Craspidospermum verticillatum fue descrita por Bojer ex A.DC. y publicado en Prodromus Systematis Naturalis Regni Vegetabilis 8: 323–324. 1844.
Sinónimos
- Cerbera obovata Willd. ex Roem. & Schult. (1819).
- Craspidospermum verticillatum var. petiolare DC. (1844).
- Craspidospermum verticillatum var. sessile Markgr. (1972).[1][3]